# 新見昌央
新見 昌央（にいみ まさちか）は、日本の医学者・医師。専門はリハビリテーション医学、脳卒中医学、急性期リハビリテーション、嚥下障害。学位は、博士（医学）。日本大学医学部整形外科学系リハビリテーション医学分野主任教授、日本大学医学部附属板橋病院リハビリテーション科部長。

## 略歴
- 2009年3月 - 東京慈恵会医科大学医学部卒業[1]
- 2009年4月 - 東京慈恵会医科大学附属柏病院初期臨床研修医[1]
- 2011年4月 - 東京慈恵会医科大学医学部リハビリテーション医学講座助教[3]、東京慈恵会医科大学附属第三病院リハビリテーション科リサーチレジデント[1]
- 2015年4月 - 東京都立墨東病院リハビリテーション科医員[1][2]
- 2017年1月 - 東京慈恵会医科大学より博士（医学）を取得[4]
- 2017年4月 - 東京慈恵会医科大学医学部リハビリテーション医学講座助教[3]、東京慈恵会医科大学附属柏病院リハビリテーション科診療医員
- 2019年4月 - 東京慈恵会医科大学医学部リハビリテーション医学講座講師[1]、東京慈恵会医科大学附属柏病院リハビリテーション科診療医長
- 2019年6月 - リエージュ大学[1]
- 2021年6月 - 東京慈恵会医科大学医学部リハビリテーション医学講座講師[1]、東京慈恵会医科大学附属柏病院リハビリテーション科診療医長
- 2022年4月 - 日本大学医学部整形外科学系リハビリテーション医学分野主任教授[5]、日本大学医学部附属板橋病院リハビリテーション科部長[5]